# Caroline Giertz
Elsa Caroline Giertz, född 26 maj 1958 i Stockholm, är en svensk författare och programledare.

## Biografi
Giertz har skrivit för Amelia, Veckorevyn, Slitz och Aftonbladet, och var programledare för Måndagsklubben på Kanal 5. År 2006 efterträdde hon Malin Berghagen som programledare för TV4:s serie Det okända.
Giertz har givit ut totalt fyra romaner: "Den sista dagen", "Ashimas bok", "24 timmar i oktober" samt "Stor".

## Familj
Caroline Giertz är sondotter till arkitekten Lars Magnus Giertz av släkten Giertz, som var bror till biskop Bo Giertz. Lars Magnus Ericsson var hennes farfars morfar, och författaren Martin Giertz är hennes fars kusin. Uppfinnaren och YouTube-personligheten Simone Giertz är hennes dotter.